# Karangbangun (Jumapolo)
Karangbangun is een bestuurslaag in het regentschap Karanganyar van de provincie Midden-Java, Indonesië. Karangbangun telt 2168 inwoners (volkstelling 2010).